# Heroin (Billy Idol-dal)
A Heroin a brit rockénekes, Billy Idol első kislemeze az 1993-as Cyberpunk című albumáról. Az eddigiektől merőben eltérő stílusú lett ez a szám, miután a nagylemez is egy kísérleti anyag: alapvetően egy szinte teljesen elektronikus, a techno felé hajló kislemez készült. A "Heroin" teljes egészében egy Velvet Underground-szám feldolgozása (amely 1967-ben jelent meg), kivéve a "Jesus died for somebody's sins but not mine" sort, mely a refrénben hallható. Ez utóbbi ugyanis Patti Smith "Gloria" című számából van.

## Változatok
"Heroin" White Vinyl
A-oldal:
1. VR Heroin – 6:17
2. Original Mix – 6:59
3. Needle Park Mix – 5:12

B-oldal:
1. Overlords Mix – 7:20
2. Nosebleed Mix – 8:04

C-oldal:
1. Durga Trance Dub – 5:10
2. Durga Death Dub – 5:10

D-oldal: 
1. Don't Touch That Needle Mix – 5:10
2. Smack Attack – 7:15

"Heroin" CD-kislemez
1. VR Heroin Mix – 4:14
2. Album version – 6:57
3. Needle Park Mix – 5:16
4. Overlords Mix – 7:48
5. Nosebleed Mix – 8:06

"Shock to the System" kislemezváltozat
1. Don't Touch That Needle Mix – 5:10
2. Durga Trance Dub – 5:10
3. A Drug Called Horse Mix – 7:19
4. Smack Attack mix – 6:59
5. Ionizer Mix – 7:03

"Adam in Chains" kislemezváltozat
1. Needle Park Mix – 5:16

## Helyezések
| Lista                         | Legjobb helyezés |
| ----------------------------- | ---------------- |
| Billboard Hot Dance Club Play | 16               |